# Nekrolog 1552
Nekrolog
◄◄
| ◄
| 1548
| 1549
| 1550
| 1551
| 1552 | 1553 | 1554 | 1555 | 1556 | ► | ►►
Weitere Ereignisse | Allgemeiner Nekrolog 1552
Die Beschreibung der verstorbenen Person sollte so kurz wie möglich gehalten sein und nur deren signifikante Tätigkeit(en) enthalten.
Neue Namen ggf. auch unter dem Geburts- und Sterbedatum, also etwa unter 1. Januar und im Geburts- und Sterbejahr (2024) eintragen (nur bei entsprechender großer Wichtigkeit). Für Beispiele siehe die schon vorhandenen Artikel.
Außerdem über die fünf zuletzt Verstorbenen, zu denen es einen ausreichend guten Artikel für eine Präsentation auf der Hauptseite gibt, nach der todesbedingten Überarbeitung der Artikel ggf. auch unter Wikipedia Diskussion:Hauptseite informieren und sie am besten auch in den anderen Wikipedia-Sprachversionen eintragen. Tipp: Regelmäßig bei news.google.de nach „ist tot“, „gestorben“ oder „verstorben“ suchen.
Wenn eine Person gestorben ist, gibt es viele Seiten zu dieser Person in der Wikipedia, die davon auch betroffen sind und entsprechend aktualisiert werden müssen. Beispiele: Namenübersichtsseite, Geburtsjahr, Geburtsort-Seiten und viele mehr.
Wie finde ich die betroffenen Seiten?
Im Suchfeld auf der linken Seite gibt man den Suchbegriff so ein: „Vorname Nachname“. Dann klickt man auf Volltext und alle Seiten mit entsprechendem Suchtext werden aufgerufen. Hier sieht man dann schnell, wo auch das Todesjahr Sinn macht oder sogar ein Teil des Artikels angepasst werden muss. Auch hilft das „Werkzeug“ auf der linken Seite sehr gut, um solche Seiten aufzufinden: „Links auf diese Seite“. Somit ist die Wikipedia wieder aktuell in allen Bereichen! Hinweis: bei Eintragung der Kategorie „Gestorben JAHR“ wird der Missbrauchsfilter 49 ausgelöst, was jedoch nicht schlimm ist. Siehe: Spezial:Missbrauchsfilter/49
Dies ist eine Liste von im Jahr 1552 verstorbenen bekannten Persönlichkeiten. Die Einträge erfolgen innerhalb der einzelnen Daten alphabetisch sortiert. Tiere sind im Nekrolog für Tiere zu finden.

## Januar
| Tag        | Name                                | Beruf, bekannt als                                                   | Alter | Beleg |
| ---------- | ----------------------------------- | -------------------------------------------------------------------- | ----- | ----- |
| 2. Januar  | Bernhard Ziegler                    | deutscher Theologe und Hebraist                                      | 55    |       |
| 3. Januar  | Heinrich von der Pfalz              | Bischof von Worms, Utrecht und Freising                              | 64    |       |
| 8. Januar  | Eustorg de Beaulieu                 | französischer Autor, Geistlicher und Komponist                       |       |       |
| 11. Januar | Johannes Cochläus                   | deutscher Humanist                                                   | 73    |       |
| 13. Januar | Jakobus Greselius                   | deutscher Humanist und Kleriker Professor der alten Universität Köln |       |       |
| 17. Januar | Matthias Brassanus                  | Pädagoge                                                             |       |       |
| 17. Januar | Pedro Mexía                         | humanistischer Autor                                                 |       |       |
| 22. Januar | Edward Seymour, 1. Duke of Somerset | englischer Staatsmann                                                |       |       |
| 27. Januar | Michael Eggenstorfer                | Letzter Abt des Klosters Allerheiligen (Schaffhausen)                |       |       |
| 30. Januar | Nicolaus von Klemptzen              | deutscher Landrentmeister und Historiker                             |       |       |

## Februar
| Tag         | Name                        | Beruf, bekannt als                                                                 | Alter | Beleg |
| ----------- | --------------------------- | ---------------------------------------------------------------------------------- | ----- | ----- |
| 6. Februar  | Heinrich V.                 | Herzog zu Mecklenburg                                                              | 72    |       |
| 6. Februar  | Friedrich Nausea            | katholischer Bischof der Diözese Wien                                              |       |       |
| 11. Februar | Eske Bille                  | norwegischer Reichsrat                                                             |       |       |
| 20. Februar | Hans von Gemmingen          | pfälzischer Rat, Burgmann in Oppenheim, Amtmann in Otzberg und Fauth in Heidelberg |       |       |
| 26. Februar | Heinrich Faber              | deutscher Pädagoge und Musiktheoretiker                                            |       |       |
| 27. Februar | Martin Schalling der Ältere | deutscher reformierter Theologe und Reformator                                     |       |       |
| Februar     | Lilius Gregorius Giraldus   | italienischer Gelehrter, Mythograph und Dichter der Renaissance                    | 72    |       |

## März
| Tag      | Name                 | Beruf, bekannt als                                  | Alter | Beleg |
| -------- | -------------------- | --------------------------------------------------- | ----- | ----- |
| 8. März  | Wolfgang zu Stolberg | deutscher Politiker                                 | 50    |       |
| 16. März | Petrus Suawe         | deutscher lutherischer Theologe, dänischer Diplomat |       |       |
| 28. März | Angad Dev            | Guru des Sikhismus                                  | 47    |       |

## April
| Tag       | Name                    | Beruf, bekannt als                                      | Alter | Beleg |
| --------- | ----------------------- | ------------------------------------------------------- | ----- | ----- |
| 3. April  | Benedikt Pauli          | deutscher Rechtswissenschaftler                         | 62    |       |
| 14. April | Laurentius Andreae      | schwedischer Theologe, Reformator und Staatsmann        |       |       |
| 18. April | John Leland             | britischer Geistlicher und Bibliothekar                 | 45    |       |
| 19. April | Olaus Petri             | schwedischer Theologe und Reformator                    | 59    |       |
| 21. April | Peter Apian             | deutscher Astronom und Geograf                          | 57    |       |
| 24. April | Joachim von Kneitlingen | Kanoniker und Rektor der Universität Leipzig            |       |       |
| 28. April | Yi Gi                   | koreanischer Politiker und neokonfuzianischer Philosoph | 75    |       |

## Mai
| Tag     | Name                  | Beruf, bekannt als                                 | Alter | Beleg |
| ------- | --------------------- | -------------------------------------------------- | ----- | ----- |
| 3. Mai  | Kaspar von Kaltenthal | schwäbischer Bundesrichter und Domherr zu Augsburg |       |       |
| 26. Mai | Sebastian Münster     | deutsch-schweizerischer Kosmograph und Hebraist    | 64    |       |
| 28. Mai | Marcello Crescenzi    | Kardinal der katholischen Kirche                   |       |       |

## Juni
| Tag      | Name                 | Beruf, bekannt als | Alter | Beleg |
| -------- | -------------------- | --- | ----- | ----- |
| 4. Juni  | Kaspar Sturm         | kaiserlicher Reichsherold, der Martin Luther auf seiner Reise zum Reichstag zu Worms (1521) und zurück schützte und unterstützte |       |       |
| 8. Juni  | Gerardus Synellius   | Theologe und letzter Abt des Klosters Marienthal in Ostfriesland                                                                 |       |       |
| 10. Juni | Alexander Barclay    | englischer Dichter |       |       |
| 21. Juni | Johannes Obernburger | leitender Kanzleisekretär Kaiser Karl V.                                                                                         |       |       |

## Juli
| Tag      | Name                   | Beruf, bekannt als                                                 | Alter | Beleg |
| -------- | ---------------------- | ------------------------------------------------------------------ | ----- | ----- |
| 5. Juli  | Laux Maler             | deutscher Lautenbauer, in Bologna wirkend                          |       |       |
| 12. Juli | Niccolò Soggi          | italienischer Maler                                                |       |       |
| 20. Juli | Georg zu Mecklenburg   | Herzog von Mecklenburg                                             | 24    |       |
| 21. Juli | Antonio de Mendoza     | spanischer Adliger, erster Vizekönig von Neuspanien (1535–1550)    |       |       |
| 21. Juli | Thomas Carlin          | katholischer Priester, Benediktiner und Abt des Klosters Murrhardt |       |       |
| 26. Juli | Johannes Gast          | Schweizer evangelischer Geistlicher                                |       |       |
| 26. Juli | Hieronymus Warmboecke  | Ratsherr der Hansestadt Lübeck                                     |       |       |
| 27. Juli | Hieronymus von Efferen | Herr von Stolberg                                                  |       |       |

## August
| Tag        | Name                                     | Beruf, bekannt als                                        | Alter | Beleg |
| ---------- | ---------------------------------------- | --------------------------------------------------------- | ----- | ----- |
| 10. August | Gottfried von Merveldt                   | Domherr in Münster                                        |       |       |
| 13. August | Martin Cleß                              | deutscher Reformator und lutherischer Theologe            | 60    |       |
| 14. August | Philipp von Flersheim                    | Fürstbischof von Speyer                                   |       |       |
| 15. August | Hermann V. von Wied                      | Kölner Erzbischof                                         | 75    |       |
| 27. August | Pedro I. Fernández de Córdoba y Figueroa | 4. Graf von Feria und Ritter des Orden vom Goldenen Vlies |       |       |

## September
| Tag           | Name                                     | Beruf, bekannt als                                                           | Alter | Beleg |
| ------------- | ---------------------------------------- | ---------------------------------------------------------------------------- | ----- | ----- |
| 1. September  | Ștefan Rareș                             | Wojwode des Fürstentums Moldau                                               |       |       |
| 9. September  | Johannes Sichard                         | deutscher Jurist und Humanist                                                |       |       |
| 13. September | Robert Maxwell, 5. Lord Maxwell          | schottischer Adeliger                                                        |       |       |
| 23. September | Barbara von Brandenburg-Ansbach-Kulmbach | Prinzessin von Brandenburg-Ansbach, durch Heirat Landgräfin von Leuchtenberg | 56    |       |
| 27. September | Hans Tscherte                            | österreichischer Architekt und Festungsbaumeister                            |       |       |

## Oktober
| Tag         | Name                           | Beruf, bekannt als                                             | Alter | Beleg |
| ----------- | ------------------------------ | -------------------------------------------------------------- | ----- | ----- |
| 2. Oktober  | Friedrich von Brandenburg      | Fürsterzbischof von Magdeburg und Fürstbischof von Halberstadt | 21    |       |
| 11. Oktober | Ulrich Schilling von Cannstatt | deutscher Erbschenk, Burgvogt zu Tübingen und Doctor juris     |       |       |
| 13. Oktober | Ulrich von Nostitz             | Jurist und Landeshauptmann der Oberlausitz                     |       |       |
| 14. Oktober | Oswald Myconius                | Schweizer Reformator                                           |       |       |
| 17. Oktober | Kaspar Hedio                   | Historiker, reformierter Theologe und Reformator               |       |       |
| 17. Oktober | Andreas Osiander               | deutscher Theologe und Reformator                              | 53    |       |

## November
| Tag          | Name                | Beruf, bekannt als                                                   | Alter | Beleg |
| ------------ | ------------------- | -------------------------------------------------------------------- | ----- | ----- |
| 8. November  | Johannes Kymaeus    | reformierter Theologe und Reformator                                 |       |       |
| 10. November | Günther XL.         | Graf von Schwarzburg                                                 | 53    |       |
| 10. November | Hans Herbst         | Maler                                                                |       |       |
| 11. November | Joachim Greff       | deutscher Pädagoge, lutherischer Theologe und Reformationsdramatiker |       |       |
| 12. November | Jodocus Willich     | deutscher Universalgelehrter                                         |       |       |
| 30. November | Dietrich von Büchel | deutscher Jurist, Diplomat und kurkölnischer Sekretär                |       |       |

## Dezember
| Tag          | Name                     | Beruf, bekannt als                                   | Alter | Beleg |
| ------------ | ------------------------ | ---------------------------------------------------- | ----- | ----- |
| 3. Dezember  | Franz Xaver              | christlicher Missionar und Mitbegründer der Jesuiten | 46    |       |
| 6. Dezember  | Moritz von Hutten        | Fürstbischof in Eichstätt                            | 49    |       |
| 11. Dezember | Paolo Giovio             | italienischer Bischof und Geschichtsschreiber        | 69    |       |
| 14. Dezember | Georg von Limburg-Styrum | Adliger                                              |       |       |
| 14. Dezember | Vigil Raber              | Sterzinger Maler                                     |       |       |
| 20. Dezember | Katharina von Bora       | deutsche Reformatorin und die Ehefrau Martin Luthers | 53    |       |
| 20. Dezember | Charles de Chabannes     | französischer Adliger und Militär                    |       |       |
| 21. Dezember | Heliodoro de Paiva       | portugiesischer Komponist, Philosoph und Theologe    |       |       |
| 30. Dezember | Francisco de Enzinas     | spanischer Humanist                                  | 34    |       |

## Datum unbekannt
| Tag | Name                          | Beruf, bekannt als                                                                                      | Alter | Beleg |
| --- | ----------------------------- | --- | ----- | ----- |
|     | Antoinette d’Amboise          | französische Adlige                                                                                     |       |       |
|     | Amico Aspertini               | italienischer Maler der Renaissance und des Manierismus                                                 |       |       |
|     | Georg Brun                    | Schweizer Lehrer und Bühnenautor                                                                        |       |       |
|     | Arnold von Brauweiler         | Kaufmann, Ratsherr und Bürgermeister im Köln der frühen Neuzeit                                         |       |       |
|     | Theodor Dorsten               | italienischer Botaniker                                                                                 |       |       |
|     | Andreas Fabricius             | Schweizer evangelischer Geistlicher und Reformator                                                      |       |       |
|     | Blasco de Garay               | spanischer Kapitän und Erfinder eines frühen Dampfantriebs                                              |       |       |
|     | Onophrion Holzach             | Schweizer Arzt und Politiker                                                                            |       |       |
|     | Jodocus Kilchmeyer            | Schweizer evangelischer Geistlicher und Reformator                                                      |       |       |
|     | Joseph Klug                   | deutscher Buchdrucker während der Reformationszeit                                                      |       |       |
|     | Theodoricus Lyndemann         | Dresdner Ratsherr und Bürgermeister                                                                     |       |       |
|     | Mateo de Bascio               | italienischer Religionsreformer und Begründer des Kapuzinerordens                                       |       |       |
|     | Nikolaus Meldemann            | deutscher Drucker und Verleger                                                                          |       |       |
|     | Marcantonio Michiel           | venezianischer Adliger                                                                                  |       |       |
|     | Musa Muslihuddin              | islamischer Mystiker                                                                                    |       |       |
|     | Johann Petersen               | deutscher Geistlicher und Chronist                                                                      |       |       |
|     | Petrus von Kolshusen          | deutscher Holzschnitzer                                                                                 |       |       |
|     | Margarete Peutinger           | deutsche Humanistin; Ehefrau Konrad Peutingers                                                          |       |       |
|     | Bernardim Ribeiro             | portugiesischer Dichter                                                                                 |       |       |
|     | Wilhelm Stetter               | katholischer Ordenspriester und Maler des ausgehenden Mittelalters und der frühen Renaissance im Elsass |       |       |
|     | Sylvester Tegetmeier          | deutscher evangelischer Theologe und Reformator                                                         |       |       |
|     | Georg Truchseß von Wetzhausen | deutscher Abt                                                                                           |       |       |
|     | Wilhelm II. von Neuenahr      | deutscher Staatsmann und Förderer der Reformation                                                       |       |       |